# Liste der Naturschutzgebiete im Landkreis Prignitz
Im Brandenburger Landkreis Prignitz gibt es 35 Naturschutzgebiete (Stand Februar 2017).
| Name des Gebietes                   | Bild           | Kennung | WDPA      | Landkreis / Stadt                                | Beschreibung / Bemerkungen | Standort | Fläche in Hektar | Datum der Verordnung |
| ----------------------------------- | -------------- | ------- | --------- | ------------------------------------------------ | -------------------------- | -------- | ---------------- | -------------------- |
| Bergsoll                            |                | 1627    | 555546324 | Landkreis Prignitz                               |                            | Position | 8,47             | 13.01.2011           |
| Der Weinberg bei Perleberg          |                | 1379    | 318287    | Landkreis Prignitz                               |                            | Position | 7,28             | 11.03.1971           |
| Eldeichhinterland                   |                | 1388    | 162909    | Landkreis Prignitz                               |                            | Position | 815,63           | 16.05.1990           |
| Elbdeichvorland                     |                | 1383    | 162910    | Landkreis Prignitz                               |                            | Position | 687,29           | 16.05.1990           |
| Gadow                               |                | 1421    | 163180    | Landkreis Prignitz                               |                            | Position | 422,18           | 16.05.1990           |
| Gandower Schweineweide              |                | 1426    | 318423    | Landkreis Prignitz                               |                            | Position | 79,4             | 28.02.2003           |
| Gülitzer Kohlegruben                |                | 1599    | 378092    | Landkreis Prignitz                               |                            | Position | 105,48           | 27.06.2006           |
| Hainholz an der Stepenitz           |                | 1007    | 163487    | Landkreis Prignitz                               |                            | Position | 0,1              | 06.03.1993           |
| Heideweiher                         |                | 1066    | 163594    | Landkreis Prignitz                               |                            | Position | 61,85            | 01.06.1972           |
| Jackel                              |                | 1546    | 318609    | Landkreis Prignitz                               |                            | Position | 348,33           | 27.07.2002           |
| Jakobsdorfer Feuchtland             |                | 1628    | 555546325 | Landkreis Prignitz                               |                            | Position | 137,05           | 15.01.2011           |
| Königsfließ                         |                | 1473    | 329493    | Landkreis Ostprignitz-Ruppin, Landkreis Prignitz |                            | Position | 260,32           | 24.02.2004           |
| Krähenfuß                           |                | 1393    | 164222    | Landkreis Prignitz                               |                            | Position | 28,71            | 16.05.1990           |
| Kranichteich                        |                | 1382    | 164236    | Landkreis Prignitz                               |                            | Position | 4,12             | 16.05.1990           |
| Krötenluch                          |                | 1381    | 164265    | Landkreis Prignitz                               |                            | Position | 8,64             | 16.05.1990           |
| Kuhwinkel                           |                | 1053    | 164293    | Landkreis Prignitz                               |                            | Position | 55,62            | 01.06.1972           |
| Lenzen-Wustrower Elbniederung       |                | 1427    | 164437    | Landkreis Prignitz                               |                            | Position | 999,12           | 16.05.1990           |
| Marienfließ                         | weitere Bilder | 1548    | 318765    | Landkreis Prignitz                               |                            | Position | 1214,97          | 09.10.1999           |
| Mendeluch                           |                | 1392    | 164604    | Landkreis Prignitz                               |                            | Position | 23,64            | 16.05.1990           |
| Mörickeluch                         |                | 1391    | 164694    | Landkreis Prignitz                               |                            | Position | 11,32            | 16.05.1990           |
| Neudorfer Wald                      |                | 1631    | 555546326 | Landkreis Prignitz                               |                            | Position | 49,91            | 25.01.2011           |
| Perleberger Schießplatz             |                | 1620    | 389966    | Landkreis Prignitz                               |                            | Position | 354,3            | 28.05.2008           |
| Plattenburg                         |                | 1549    | 318949    | Landkreis Prignitz                               |                            | Position | 352,11           | 25.06.2003           |
| Putlitzer Stadtheide                |                | 1630    | 555514006 | Landkreis Prignitz                               |                            | Position | 44,79            | 28.10.2010           |
| Quaßliner Moor                      |                | 1149    | 318959    | Landkreis Prignitz                               |                            | Position | 23,41            | 19.11.1999           |
| Rambower Torfmoor                   |                | 1044    | 165093    | Landkreis Prignitz                               |                            | Position | 411,25           | 16.05.1990           |
| Rauhes Soll                         |                | 1574    | 318969    | Landkreis Prignitz                               |                            | Position | 3,34             | 12.03.1938           |
| Sadenbecker Brandhorst              |                | 1491    | 165283    | Landkreis Prignitz                               |                            | Position | 80,82            | 26.06.1997           |
| Saugberge                           |                | 1626    | 555514005 | Landkreis Prignitz                               |                            | Position | 78,52            | 25.11.2010           |
| Schlatbach                          |                | 1380    | 378356    | Landkreis Prignitz                               |                            | Position | 127,73           | 10.06.2006           |
| Stepenitz                           | weitere Bilder | 1012    | 329655    | Landkreis Prignitz                               |                            | Position | 1651,36          | 17.09.2004           |
| Werder Besandten                    |                | 1425    | 166245    | Landkreis Prignitz                               |                            | Position | 112,91           | 16.05.1990           |
| Werder Kietz                        | weitere Bilder | 1423    | 166246    | Landkreis Prignitz                               |                            | Position | 126,98           | 16.05.1990           |
| Werder Mödlich                      |                | 1424    | 166247    | Landkreis Prignitz                               |                            | Position | 154,98           | 16.05.1990           |
| Wittenberge-Rühstädter Elbniederung | weitere Bilder | 1567    | 329727    | Landkreis Prignitz                               |                            | Position | 2124,14          | 30.10.2004           |